# Natural Bridge (Nueva York)
Natural Bridge es un lugar designado por el censo ubicado en el condado de Jefferson en el estado estadounidense de Nueva York. En el año 2000 tenía una población de 392 habitantes y una densidad poblacional de 108.9 personas por km².

## Geografía
Natural Bridge se encuentra ubicado en las coordenadas 44°4′7″N 75°29′41″O / 44.06861, -75.49472.

## Demografía
Según la Oficina del Censo en 2000 los ingresos medios por hogar en la localidad eran de $26,838, y los ingresos medios por familia eran $25,662. Los hombres tenían unos ingresos medios de $18,571 frente a los $15,536 para las mujeres. La renta per cápita para la localidad era de $10,349. Alrededor del 26.4% de la población estaban por debajo del umbral de pobreza.